# زنيتشج بروشكوف
نادي مدينة زنيتشج بروشكوف الرياضي، نادي لكرة القدم مقرة مدينة بروشكوف، بولندا.
حقق أفضل مركز له في دوري الدرجة الأولى البولندي بتحقيقه المركز الخامس موسم 2007-08 و موسم 2008-09.